# Dennis Cholowski
Dennis Cholowski (né le 15 février 1998 à Langley dans la province de la Colombie-Britannique au Canada) est un joueur professionnel canadien de hockey sur glace. Il évolue au poste de défenseur.

## Biographie

### Junior
En 2015-16, Cholowski connaît des sommets en carrière avec les Chiefs de Chilliwack avec une récolte de 12 buts et 28 aides en 50 matchs. Il termine au premier rang des marqueurs de son équipe en défensive et au 5e rang de la BCHL avec 40 points. En séries, il inscrit 4 buts et 11 passes (15 points) en 20 parties, bon pour le 1er rang de la ligue chez les défenseurs. Il est nommé dans la 2e équipe d'étoiles de la BCHL en 2016.

### Universitaire
Lors de sa saison recrue en 2016-2017, il obtient 1 but et 11 aides en 36 matchs avec les Huskies de St. Cloud State. 

### Professionnel
Le 5 avril 2017, il signe son contrat d'entrée de 3 ans avec les Red Wings de Détroit. Deux jours plus tard, il obtient un essai avec les Griffins de Grand Rapids dans la LAH. Le 26 septembre 2017, il est assigné par les Red Wings aux Cougars de Prince George (LHOu).

## Statistiques

### En club
| Saison     | Équipe                   | Ligue      |     | Saison régulière | Saison régulière | Saison régulière | Saison régulière | Saison régulière |   | Séries éliminatoires | Séries éliminatoires | Séries éliminatoires | Séries éliminatoires | Séries éliminatoires |
| Saison     | Équipe                   | Ligue      | PJ  | B                | A                | Pts              | Pun              | PJ               | B | A                    | Pts                  | Pun                  |                      |                      |
| 2013-2014  | Chiefs de Chilliwack     | BCHL       | 1   | 0                | 0                | 0                | 0                | -                | - | -                    | -                    | -                    |                      |                      |
| 2014-2015  | Chiefs de Chilliwack     | BCHL       | 55  | 4                | 23               | 27               | 4                | 12               | 0 | 7                    | 7                    | 0                    |                      |                      |
| 2015-2016  | Chiefs de Chilliwack     | BCHL       | 50  | 12               | 28               | 40               | 16               | 20               | 4 | 11                   | 15                   | 4                    |                      |                      |
| 2016-2017  | St. Cloud State          | NCHC       | 36  | 1                | 11               | 12               | 14               | -                | - | -                    | -                    | -                    |                      |                      |
| 2016-2017  | Griffins de Grand Rapids | LAH        | 1   | 0                | 0                | 0                | 0                | -                | - | -                    | -                    | -                    |                      |                      |
| 2017-2018  | Cougars de Prince George | LHOu       | 37  | 13               | 26               | 39               | 14               | -                | - | -                    | -                    | -                    |                      |                      |
| 2017-2018  | Winterhawks de Portland  | LHOu       | 32  | 1                | 26               | 27               | 18               | 12               | 5 | 2                    | 7                    | 6                    |                      |                      |
| 2017-2018  | Griffins de Grand Rapids | LAH        | -   | -                | -                | -                | -                | 1                | 0 | 0                    | 0                    | 0                    |                      |                      |
| 2018-2019  | Red Wings de Détroit     | LNH        | 52  | 7                | 9                | 16               | 16               | -                | - | -                    | -                    | -                    |                      |                      |
| 2018-2019  | Griffins de Grand Rapids | LAH        | 25  | 0                | 12               | 12               | 12               | -                | - | -                    | -                    | -                    |                      |                      |
| 2019-2020  | Red Wings de Détroit     | LNH        | 36  | 2                | 6                | 8                | 6                | -                | - | -                    | -                    | -                    |                      |                      |
| 2019-2020  | Griffins de Grand Rapids | LAH        | 30  | 3                | 10               | 13               | 8                | -                | - | -                    | -                    | -                    |                      |                      |
| 2020-2021  | Red Wings de Détroit     | LNH        | 16  | 1                | 2                | 3                | 4                | -                | - | -                    | -                    | -                    |                      |                      |
| 2021-2022  | Kraken de Seattle        | LNH        | 4   | 0                | 2                | 2                | 0                | -                | - | -                    | -                    | -                    |                      |                      |
| 2021-2022  | Capitals de Washington   | LNH        | 7   | 0                | 1                | 1                | 2                | -                | - | -                    | -                    | -                    |                      |                      |
| 2021-2022  | Checkers de Charlotte    | LAH        | 31  | 3                | 15               | 18               | 8                | 6                | 0 | 1                    | 1                    | 0                    |                      |                      |
| 2022-2023  | Islanders de New York    | LNH        | 2   | 0                | 0                | 0                | 0                | -                | - | -                    | -                    | -                    |                      |                      |
| 2022-2023  | Islanders de Bridgeport  | LAH        | 67  | 1                | 37               | 38               | 26               | -                | - | -                    | -                    | -                    |                      |                      |
| Totaux LNH | Totaux LNH               | Totaux LNH | 117 | 10               | 20               | 30               | 28               | -                | - | -                    | -                    | -                    |                      |                      |